# Storia del Regno Unito (XX secolo)

## Casato di Sassonia-Coburgo-Gotha
Edoardo VII fu re del Regno Unito di Gran Bretagna e Irlanda, dei Dominion britannici d'oltremare e Imperatore d'India dal 22 gennaio 1901 alla sua morte, avvenuta il 6 maggio 1910. Era il primo figlio maschio (la primogenita era la principessa Vittoria, futura imperatrice di Germania) della regina Vittoria del Regno Unito e del principe Alberto di Sassonia-Coburgo-Gotha.
Prima della sua ascesa al trono, Edoardo portò il titolo di Principe del Galles e si distinse per essere stato l'erede al trono per più lungo tempo di ogni altro nella storia inglese e britannica. Durante la lunga vedovanza della madre, la regina Vittoria, egli fu di solito escluso dall'esercitare alcun potere politico ma divenne il simbolo dell'élite britannica elegante ed agiata.
Il regno di Edoardo, chiamato in seguito "età edoardiana", vide il primo riconoscimento ufficiale della carica di Primo Ministro nel 1905. Edoardo ebbe un ruolo nella modernizzazione della Home Fleet, nella riforma degli Army Medical Services e nella riorganizzazione dell'Esercito britannico dopo la Seconda guerra boera. I suoi incoraggiamenti per le buone relazioni tra il Regno Unito e gli altri paesi europei, specialmente la Francia, per i quali fu popolarmente chiamato Peace maker, furono tristemente smentiti dallo scoppio della prima guerra mondiale nel 1914.
Fu il primo sovrano britannico del Casato di Sassonia-Coburgo-Gotha, che fu rinominato da suo figlio e suo successore Giorgio V col nome di Casato di Windsor.
Edoardo VII fu il primo sovrano ad essere filmato, comparendo nel pionieristico film dei Fratelli Lumière del 1902 intitolato Le prince de Galles. In seguito apparì filmato in numerose cerimonie ufficiali.

## Casato di Windsor
Giorgio V fu incoronato re del Regno Unito di Gran Bretagna e Irlanda, dei Dominion britannici d'oltremare e Imperatore d'India. Regnò dal 6 maggio 1910, giorno della morte del padre Edoardo VII, fino al 20 gennaio 1936, giorno della sua morte.
Allo scoppio della prima guerra mondiale nel 1914, il Regno Unito entrò in guerra in alleanza con Francia e Russia (che formavano la triplice intesa) contro gli imperi centrali (Austria-Ungheria, Germania e Impero ottomano).
Il kaiser Guglielmo II di Germania era primo cugino di re Giorgio V; la regina Mary, sebbene inglese in linea materna, era la figlia del Duca di Teck, un discendente della tedesca Casa reale dei Württemberg; il nonno paterno del re era il defunto principe Alberto di Sassonia-Coburgo-Gotha.
Il 17 luglio 1917 Giorgio V indisse un Concilio (Order-in-Council) cambiando il nome della casa reale britannica dal tedesco "Sassonia-Coburgo-Gotha" in "Windsor". Egli adottò Windsor come cognome per tutti i discendenti della regina Vittoria che vivessero nel Regno Unito, escluse donne in spose ad altri casati e loro discendenti.
Il suo comportamento durante la prima guerra mondiale fu energico e gli valse le simpatie popolari, alle quali andarono aggiunte quelle ispirate dalla moglie.
Durante gli anni difficili della Rivoluzione russa, non volendo inimicarsi il popolo inglese, decise di non concedere l'ospitalità al decaduto zar di Russia Nicola II, suo cugino, che fu poi ucciso con la sua famiglia per mano dei bolscevichi rivoluzionari a Ekaterinburg nel 1918.
Si interessò alla politica irlandese esprimendo orrore e sdegno al primo ministro David Lloyd George; durante lo sciopero generale del 1926 il re prese le parti degli scioperanti, dichiarando a chi li indicava come rivoluzionari: “Provate a vivere con le loro paghe prima di giudicarli”
L'Irlanda in quel periodo era un territorio soggetto a grandi trasformazioni: nel 1922 gli irlandesi dichiararono l'indipendenza dal Regno Unito di Gran Bretagna e Irlanda proclamando lo Stato Libero d'Irlanda, che divenne reame del Commonwealth fino al 1937, sebbene il nome del regno venne rinominato Regno Unito di Gran Bretagna e Irlanda del Nord solo nel 1927 (e solo in quell'anno il Re assunse il titolo di "Re di Gran Bretagna, d'Irlanda e dei Dominion britannici d'oltremare").

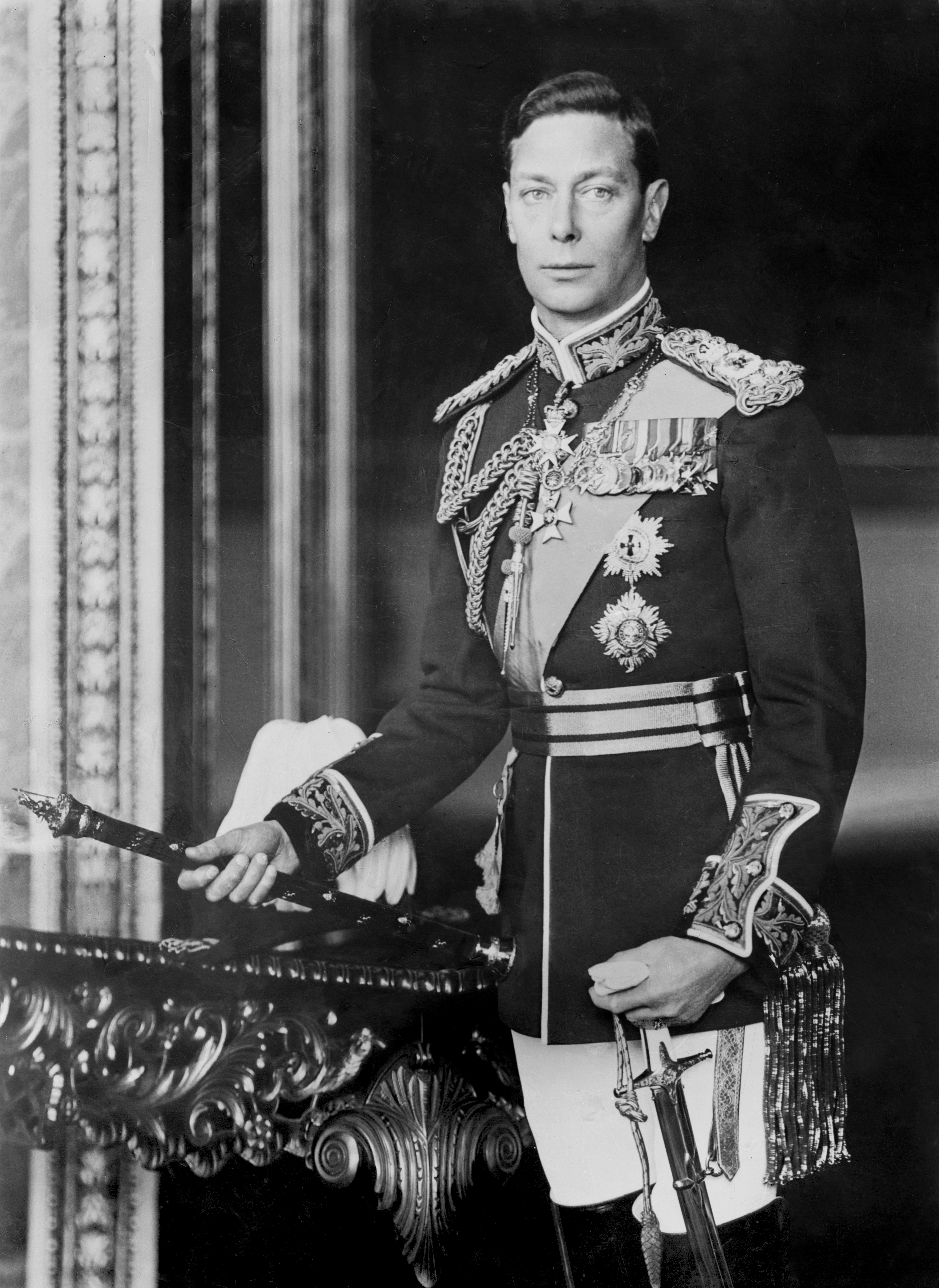
Giorgio VI in un ritratto ufficiale

Il 20 gennaio 1936, re Giorgio V morì ed il Principe Edoardo venne chiamato a succedergli ascendendo al trono col nome di Edoardo VIII. Dal momento che Edoardo non aveva figli, il primo posto nella linea di successione venne occupato da suo fratello, il Principe Alberto. Dopo meno di un anno, però, l'11 dicembre 1936, Edoardo VIII abdicò per poter essere libero di sposare la propria amante, la miliardaria americana divorziata Wallis Simpson. Edoardo, su consiglio del Primo Ministro Stanley Baldwin, era cosciente del fatto che non avrebbe potuto mantenere la carica di Re sposando una donna divorziata e di dubbia condotta etica per l'epoca, quindi scelse di abdicare in favore del fratello piuttosto che abbandonare il suo amore, anche se Alberto si presentava riluttante ad accettare la corona che gli veniva proposta. Il giorno dopo l'abdicazione, egli si recò a Londra per incontrare la madre, la Regina Mary.

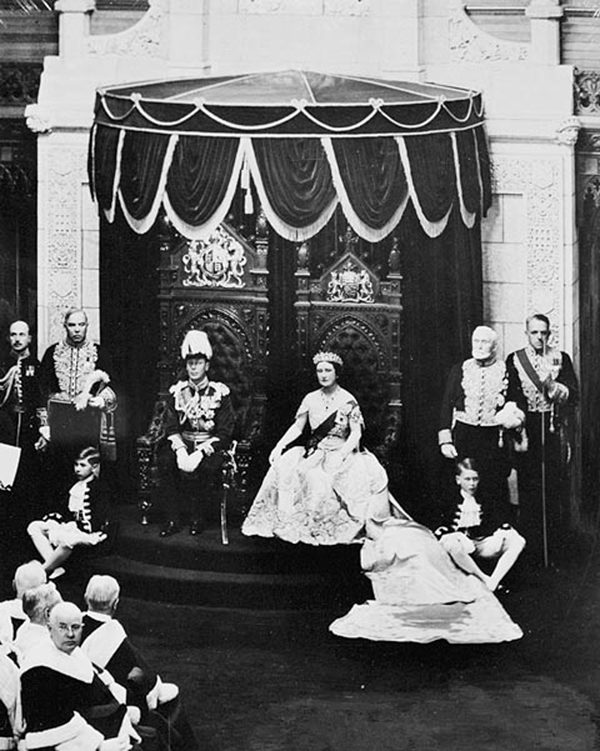
Giorgio VI, come Re del Canada, dà il reale assenso alla costituzione di un senato canadese il 19 maggio 1939. Alla sua destra si trova la Regina consorte Elisabetta.

Alberto decise di scegliere come nome di regno l'ultimo dei suoi quattro nomi di battesimo, chiamandosi quindi Giorgio VI, per enfatizzare la continuità nominale con suo padre e restaurare confidenza con la monarchia dopo lo scandalo di suo fratello. L'incoronazione di Giorgio VI ebbe luogo il 12 maggio 1937, data inizialmente prevista per l'incoronazione di Edoardo VIII.
Allo scoppio della guerra nel 1939, Giorgio VI e sua moglie, la regina Elizabeth Bowes-Lyon, decisero di rimanere a Londra e di non cercare la salvezza in Canada, così come il gabinetto dei ministri aveva loro suggerito. Il Re e la Regina ufficialmente rimanevano a Buckingham Palace anche se le notti le trascorrevano prevalentemente al Castello di Windsor per ragioni di sicurezza dopo i primi bombardamenti. Giorgio VI e la Regina Elisabetta vissero comunque in prima persona gli avvenimenti bellici con lo scoppio di una bomba proprio nella corte principale del palazzo londinese quando loro erano in residenza.
Nel 1940, Neville Chamberlain si dimise dalla carica di Primo Ministro e venne rimpiazzato da Winston Churchill. Durante la guerra il Re fu in prima linea per mantenere alto il morale della popolazione e la moglie del presidente statunitense, Eleanor Roosevelt, ammirando il gesto, si pose in prima persona nell'organizzare spedizioni di cibo al palazzo reale inglese.
Al termine dei conflitti nel 1945 la popolazione era entusiasta del ruolo del Re negli scontri, tanto più che la nazione inglese era uscita trionfante dalla Seconda Guerra Mondiale e Giorgio VI, sulla scia di quanto fatto con Chamberlain, invitò Churchill ad apparire con lui sulla balconata di Buckingham Palace.
Il regno di Giorgio VI vide inoltre l'accelerazione del processo e la definitiva dissoluzione dell'Impero coloniale britannico, che aveva già dato i primi segni di cedimento dopo la Dichiarazione di Balfour del 1926, anno in cui i vari domini inglesi iniziarono ad essere conosciuti col nome di Commonwealth, poi formalizzato con gli Statuti di Westminster del 1931.
Tra l'altro l'Inghilterra aveva nel 1932 concesso l'indipendenza all'Iraq da protettorato inglese quale era, seppur questo non fosse mai entrato a far parte del Commonwealth. Questo processo garantì la riappacificazione degli stati dopo la Seconda Guerra Mondiale, così divennero indipendenti anche la Giordania ed il Burma nel 1948, oltre al protettorato sulla Palestina e sull'area di Israele. L'Irlanda, dopo essersi dichiarata una repubblica indipendente, lasciò il Commonwealth l'anno successivo. L'India si divise in stato indiano e Pakistan ed ottenne l'indipendenza e Giorgio VI dovette abbandonare il titolo di Imperatore d'India, divenendo Re d'India e Pakistan, che continuarono a rimanere nel Commonwealth. Anche questi titoli però decaddero a partire dal 1950 quando i due stati si riconobbero repubbliche. Giorgio VI ottenne il titolo di Capo del Commonwealth.
Lo stress della guerra fu uno dei motivi che aggravarono certamente la già naturalmente precaria salute di Giorgio VI, esacerbata dal fumo e poi dallo svilupparsi di un cancro che portò tra gli altri problemi una forma di arteriosclerosi.

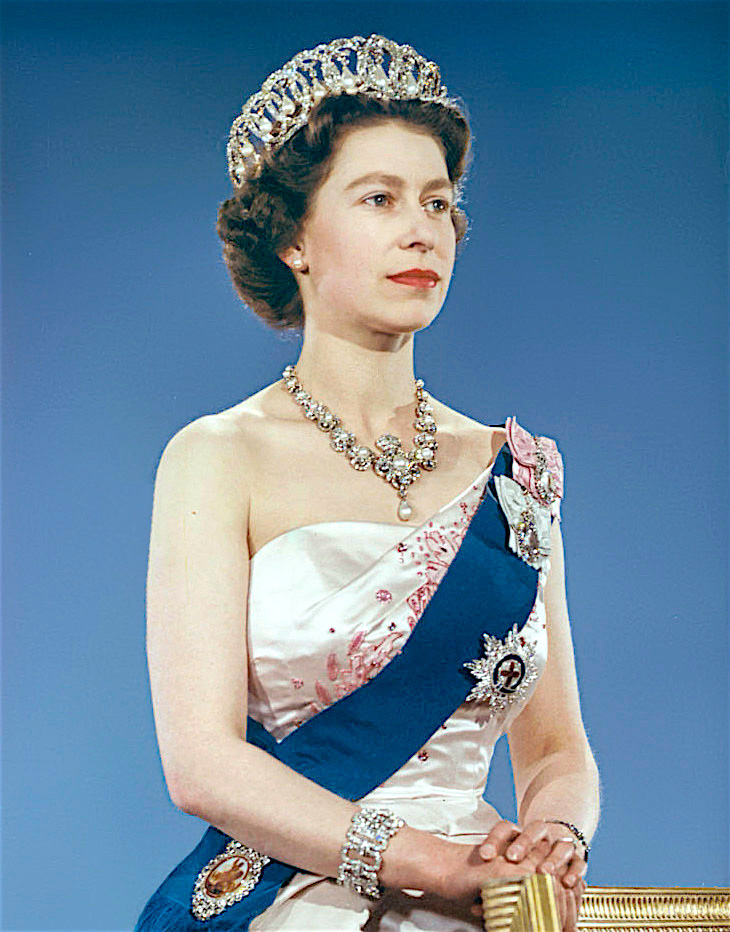
Elisabetta II in un ritratto ufficiale del 1959

Il 31 gennaio 1952, malgrado i consigli dei medici, il re volle recarsi all'aeroporto per vedere la figlia, la principessa Elisabetta, che stava partendo per un viaggio in Australia con tappa in Kenya. Il 6 febbraio di quello stesso anno, Giorgio VI morì di trombosi coronaria durante il sonno a Sandringham House nel Norfolk, all'età di 56 anni. Sua figlia Elisabetta tornò in Inghilterra dal Kenya dove si trovava per succedergli col nome di Elisabetta II.
Elisabetta fu sposata con il  Principe Filippo, Duca di Edimburgo dal 20 novembre 1947. Filippo è un lontano cugino di Elisabetta II: entrambi sono pro-pro-nipoti della regina Vittoria e diretti discendenti di Cristiano IX di Danimarca. Il principe Filippo inoltre è nipote di re Giorgio I di Grecia: prima del matrimonio Filippo dovette rinunciare alla pretendenza al trono di Grecia, e da allora fu chiamato semplicemente Tenente Filippo Mountbatten, sino a quando venne creato Duca di Edimburgo poco prima delle nozze. Questo matrimonio, benché non combinato, era perfettamente adeguato per un'erede femmina al trono, poiché Filippo era stato educato per i doveri del regnante. Elisabetta e Filippo ebbero quattro figli in tutto (v. sotto). Benché la casata reale si chiami Windsor, venne decretato a mezzo di un Order-in-Council del 1960 che i discendenti della Regina Elisabetta II e del Principe Filippo potessero portare il cognome personale di Mountbatten-Windsor.
Elisabetta II venne incoronata con una fastosa cerimonia a Westminster Abbey il 2 giugno 1953.
Nel periodo in cui Elisabetta sale al trono, ci fu un gran parlare di una "nuova età Elisabettiana". Il ruolo di Elisabetta è quello di guidare il Regno Unito mentre il potere economico e militare viene condiviso con un crescente numero di nazioni indipendenti. Mentre le nazioni si sono sviluppate economicamente e culturalmente, la regina Elisabetta ha assistito, senza rancori, alla graduale trasformazione dell'Impero britannico nel suo moderno successore, il Commonwealth delle nazioni.
Il regno di Elisabetta ha anche assistito a un incremento del movimento repubblicano in Gran Bretagna e nel Commonwealth.
Elisabetta II muore a 96 anni l'8 settembre 2022, dopo un regno durato 70 anni e 214 giorni, diventato il più lungo di sempre nella storia della nazione, e le succede al trono il figlio Carlo III.